# Henk Poort
Hendrikus (Henk) Poort (Amsterdam, 20 januari 1956) is een Nederlands opera- en musicalzanger en tevens acteur.

## Levensloop
Poort is een bariton. Hij heeft een klassieke zangopleiding gevolgd aan het Sweelinck Conservatorium in Amsterdam. Hij won nog tijdens zijn zangopleiding het Cristina Deutekom Concours.
Poort zong bij diverse Europese operahuizen, zoals in Ulm en Krefeld. Hij deed gastoptredens voor bijvoorbeeld De Nederlandse Opera, de Deutsche Oper am Rhein, het Hessische Staatstheater in Wiesbaden, de Nationale Reisopera, de VARA (Opera-matinee in het Amsterdamse Concertgebouw).
Poort was medejurylid bij het muziekprogramma Una voce particolare. Van september 2008 tot eind november 2008 nam hij deel aan een theatertournee door heel Nederland met De 3 Baritons (Marco Bakker, Ernst Daniël Smid en hijzelf). Poort maakte met De 3 Baritons opnieuw een theatertournee door heel Nederland van december 2009 tot maart 2010.
In 2017 was Poort een van de deelnemers van het achttiende seizoen van het RTL 5-programma Expeditie Robinson, hij viel als vierde af en eindigde op de 16e plaats.
In 2019 deed Poort mee aan Beste Zangers, waar hij een eerste plaats haalde in de Nederlandse iTunes lijst met zijn versie van “The Sound of Silence”. Ook zijn cover van "Phantom of the Opera", samen met Floor Jansen, gooide hoge ogen. Poort heeft sinds 2019 regelmatig gastoptredens bij de shows van Floor Jansen, waaronder in 2022 op Pinkpop, in de Ziggo Dome (met Nightwish) op 27 & 28 november 2022 en tijdens het voorprogramma van Metallica op 29 april 2023 in de Amsterdamse Johan Cruijff Arena. In 2021 namen ze samen het nummer Dangerous Game op, uit de musical Dr. Jekyll and Mr. Hyde.  
Poort is sinds 1993 getrouwd met Marjolein Keuning Samen hebben ze twee dochters.

## Carrière

### Opera's
Beethoven
- Fidelio

Bizet
- Carmen

Mozart
- Die Zauberflöte
- Le nozze di Figaro

Puccini
- Madama Butterfly
- Tosca

Rossini
- Guillaume Tell
- Il barbiere di Siviglia

Tsjaikovski
- Jevgeni Onegin

Verdi
- Il trovatore
- La Traviata
- Macbeth
- Nabucco
- Rigoletto
- Un ballo in maschera - Nationale Reisopera, seizoen 1996/1997 als Renato

### Operettes
- Wiener Blut (Strauss jr.)
- Der Zigeunerbaron (Strauss jr.)
- Die lustige Witwe (Lehár)
- Der Bettelstudent (Millöcker)
- La belle Hélène (Offenbach)
- Czaar und zimmermann (Lortzing)

### Musicals
- Anatevka
- Chess
- 3 Musketiers
- Les Misérables
- Rembrandt
- Kuifje: De Zonnetempel
- M-Lab: De Vliegende Hollander
- Een avond met Dorus
- Sweeney Todd
- Watskeburt!? De Musical
- The Phantom of the Opera

### Televisieprogramma's
- Russen
- Taxi
- Baantjer - John Blok in 'De Cock en de moord buiten schooltijd'
- Het gevoel van
- Gebak van Krul
- The Passion (2012) - Pilatus
- Flikken Maastricht (2014)
- Bureau Raampoort - Leo van Straaten, bureauchef
- Vechtershart
- Nieuwe Tijden - Otto Suffels
- Expeditie Robinson (seizoen 2017) - deelnemer
- De mannentester - Ed
- Beste Zangers (2019) - deelnemer
- We Want More (2020) - jury
- Thuisfront (2021) - Hugo van Dijk
- Onmogelijke duetten (2021) - deelnemer
- Aria (2021) - jury
- Tweede Hans (2022) - koorlid
- Dertigers (2023) - vader Saar
- Scrooge Live (2023) - Jacob Marley
- Koningshuis the Musical (2024) - Cor Spaan

### Films
- Nachtrit
- Floris
- Bijlmer Odyssee
- Kicks
- Belle en het Beest (nasynchronisatie Gaston)
- Brave (nasynchronisatie Heer Dingwall)
- Süskind
- King of the road

## Discografie

### Albums
| Album met eventuele hitnotering(en) in de Nederlandse Album Top 100 | Datum van verschijnen | Datum van binnenkomst | Hoogste positie | Aantal weken | Opmerkingen                          |
| ------------------------------------------------------------------- | --------------------- | --------------------- | --------------- | ------------ | ------------------------------------ |
| Drie Baritons                                                       | 1995                  | 13-05-1995            | 12              | 10           | met Marco Bakker & Ernst Daniel Smid |

### Singles
| Single met eventuele hitnotering(en) in de Nederlandse Top 40 | Datum van verschijnen | Datum van binnenkomst | Hoogste positie | Aantal weken | Opmerkingen                                                                 |
| ------------------------------------------------------------- | --------------------- | --------------------- | --------------- | ------------ | --------------------------------------------------------------------------- |
| Het Spook Van De Opera                                        | 1994                  | -                     | -               | -            | met Joke de Kruyff / Nr. 35 in de Single Top 100                            |
| Koningslied                                                   | 19-04-2013            | 27-04-2013            | 2               | 4            | als onderdeel van Nationaal Comité Inhuldiging / Nr. 1 in de Single Top 100 |
| The Phantom Of The Opera                                      | 2019                  | 19-10-2019            | tip 17*         |              | met Floor Jansen Nr. 52 in de Single Top 100                                |

| Single met hitnotering(en) in de Vlaamse Ultratop 50 | Datum van verschijnen | Datum van binnenkomst | Hoogste positie | Aantal weken | Opmerkingen                                    |
| ---------------------------------------------------- | --------------------- | --------------------- | --------------- | ------------ | ---------------------------------------------- |
| Koningslied                                          | 19-04-2013            | 11-05-2013            | 41              | 1*           | als onderdeel van Nationaal Comité Inhuldiging |

### NPO Radio 2 Top 2000
| Nummer met noteringen in de NPO Radio 2 Top 2000 | '19  | '20 | '21 | '22 | '23 | '24 |
| ------------------------------------------------ | ---- | --- | --- | --- | --- | --- |
| The Phantom of the Opera (met Floor Jansen)      | 1322 | 105 | 75  | 68  | 99  | 104 |

1. ↑  Een vetgedrukt getal geeft de hoogste notering aan.
2. ↑  2019 was het eerste jaar met een notering voor dit nummer.